# Barú (huyện)
Huyện Barú là một huyện (distrito) thuộc tỉnh Chiriquí ở Panama. Theo điều tra dân số năm 2000, huyện này có dân số 60551 người. Huyện Barú có diện tích 589 km². Huyện lỵ đóng tại Puerto Armuelles.